# Петрушевич, Василий Васильевич
Васи́лий Васи́льевич Петруше́вич (22 марта 1914, с. Киенка, ныне Черниговский район, Черниговская область — 2 октября 1991, Москва) — командир эскадрильи 27-го гвардейского бомбардировочного авиационного Брестского полка 14-й гвардейской бомбардировочной авиационной дивизии 4-го гвардейского бомбардировочного авиационного корпуса 18-й воздушной армии 1-го Украинского фронта, гвардии капитан, Герой Советского Союза.

## Биография
Родился 22 марта 1914 года в семье рабочего. Украинец. Окончил 7 классов неполной средней школы. Работал запальщиком на шахте в городе Красный Луч Луганской области. После окончания курсы авиационных техников в 1934 году работал мотористом самолёта в городе Харьков.
В Красной Армии с 25 октября 1935 года. В 1936 году окончил Пермскую военную школу пилотов, в 1942 году — курсы усовершенствования командного состава. На фронтах Великой Отечественной войны с 22 июня 1941 года.
Совершал полёты на территории Польши, Венгрии, Чехословакии, Югославии, Германии. Летал на самолетах По-2, Р-5, СБ, Пе-2, Б-25, А-20-Ж. Был легко ранен 26 августа 1941 года.
К маю 1945 года командир эскадрильи 27-го гвардейского бомбардировочного авиационного полка гвардии капитан В. В. Петрушевич совершил 290 боевых вылетов на разведку и бомбардировку железнодорожных эшелонов, мостов, аэродромов, скоплений войск противника.
Указом Президиума Верховного Совета СССР от 15 мая 1946 года за образцовое выполнение боевых заданий командования на фронте борьбы с немецко-фашистскими захватчиками и проявленные при этом мужество и героизм, гвардии капитану Петрушевичу Василию Васильевичу присвоено звание Героя Советского Союза с вручением ордена Ленина и медали «Золотая Звезда» под номером 7525.
После войны продолжал службу в Военно-воздушных силах СССР. В 1950 году окончил Высшие лётно-тактические курсы усовершенствования офицерского состава. С 1959 года полковник В. В. Петрушевич — в запасе.
Жил в городе Чернигов. Работал оператором в Черниговтеплосети. После выхода на пенсию переехал в Москву. Умер 2 октября 1991 года. Похоронен на Троекуровском кладбище (участок 2).

## Память
- Надгробный памятник на Троекуровском кладбище.
- Памятный стенд на аллее Героев в селе Ковпыта Черниговского района Черниговской области (Украина).